# Uhler
Uhler là một đô thị thuộc huyện Rhein-Hunsrück bang Rheinland-Pfalz, phía tây nước Đức. Đô thị Uhler có diện tích 5,58 km², dân số thời điểm ngày 31 tháng 12 năm 2006 là 396 người.